# Tom Clancy’s Ghost Recon: Island Thunder
Tom Clancy’s Ghost Recon: Island Thunder (с англ. — «Остров Грома») — игра в жанре тактический шутер, разработанная компанией Red Storm Entertainment и изданная Ubisoft Entertainment в 2002 году как расширенное дополнение для Microsoft Windows и как отдельная игра для Xbox. Оно использует ресурсы оригинальной игры, но добавляет новую кампанию из 8 миссий, 5 новых карт, оружие, врагов и технику.
Особенностью дополнения стали вступительные и завершающие ролики в миссиях, а также включение в себя нового режима задания Оборона, доступный для всех карт. Кубинские формирования вооружены автоматами CZ SA Vz.58, пулемётами ДП-27 и РП-46, а также пистолетами-пулемётами Z84. Добавлены УАЗ-469 и танк Т-62. Специалисты представлены бойцами, знакомыми ещё по оригинальной игре, отличающимися тропическим камуфляжем и другим оружием.

## Сюжет
2010 год. После смерти Кастро в 2006 году кубинским народом правили всё более некомпетентные головорезы, но, к счастью, ситуация изменилась. В стране должны пройти первые со времен Батисты демократические выборы, но здесь действует множество незаконных военных формирований. Для обеспечения безопасности выборов на Кубу были введены американские войска и, в частности, группа «Призраки».
Остров Куба с осторожностью относится к коммунистическому правлению, под которым находилось в течение почти 50 лет. Пришло время для первых свободных и открытых выборов со времён Карлоса Прио Сочарраса, который был свергнут Батистой в начале 1950-х годов. FDG («Эль-Фронт-демократ де ла Генте» или Народно-демократический фронт) предстал перед человеком по имени Ариэль Прьего. ФДГ — откровенная антиамериканская политическая фракция, которая хочет вернуть Кубу в свою давнюю коммунистическую диктатуру. Хотя ФДГ публично отрицает использование насилия в качестве средства принуждения, реальность совершенно противоположна, что быстро и обнаруживают «Призраки». Теперь им решать как все снова исправить, не заставив США казаться слишком запачканной в своих делах, и выборы проходят гладко.
Первые несколько миссий «Призраки» выполняют задания против операций по доставке оружия и наркотиков агентами и союзниками Приего, конечной целью которых является предотвращение сильного вооружения избирателей в день выборов. Когда наступает день выборов, «Призраки» несут ответственность за защиту центра голосования в ратуше Сьенфуэгос. Задача не кажется слишком простой, поскольку люди, преданные Приего, нападают на здание и берут заложников в другом месте в городе. Неудивительно, что Приего теряет позиции на выборах. Становясь отчаянным, он просит помощи со стороны своих сторонников в Колумбии и отправляет наемных солдат ФАРК, чтобы силой взять Кубу. «Призраки» помогают победить эти усилия, а FARC скоро решает сократить свои потери и отступится.
Принимая во внимание союзников, рассчитывая время и варианты, Приего бежит в старую крепость в горах Кубы. «Призракам» приказано напасть на крепость и захватить Приего живым. Если его убьют, он может быть легко превращен в мученика, что может сильно повредить новому кубинскому правительству. «Призраки» убирают охрану, попутно захватив вертолёт, который Приего намеревался использовать для его спасения. Оставшиеся повстанцы сдались.

## Миссии
| Место действия                   | Дата и время               | Название операции                        | Сюжет | Задание |
| -------------------------------- | -------------------------- | ---------------------------------------- | --- | --- |
| Куба, Пунта Табака               | 20 марта 2010 года, 06:30  | Осторожный йоман — Плантация             | На плантации на востоке кубы лёгкий самолёт сбросил несколько ящиков предположительно с контрабандным оружием. Зачистить сельхозпостройки, захватить оба ящика с грузом и по возможности не допустить потерь. | 1. Зачистите район плантации 2. Захватите первый груз 3. Захватите второй груз X. Не допускайте потерь                   |
| Куба, Пинар-дель-Рио             | 3 апреля 2010 года, 19:30  | Гнев ангела — Военный лагерь             | Через контрабанду разведке США удалось выйти на крупнейшее незаконное вооружённое формирование на Кубе — группировку «FDG». Она выставила кандидата на президентских выборах и «агитирует» его, терроризируя население. FDG связана с кубинскими наркобаронами, которые надеются, что, придя к власти, FDG обеспечит им провоз кокаина в США. Естественно, группировку нужно обезвредить. Захватить две сторожевые вышки, зачистить тренировочный лагерь FDG в Пинар-дель-Рио. | 1. Нейтрализуйте охранную вышку 2. Нейтрализуйте 2-ю охранную вышку 3. Захватите лагерь X. Не допускайте потерь          |
| Куба, Сьерра Лос Органос         | 12 апреля 2010 года, 11:20 | Лабиринт ягуара — Вершина Сьерра         | Конвертоплан MV-22 с группой морской пехоты США сбит в горах на севере Кубы. Спасти морпехов, взорвать ЗРК, забрать документы из обломков конвертоплана. | 1. Спасите экипаж сбитой машины 2. Нейтрализуйте ЗРК противника 3. Доберитесь до зоны эвакуации X. Верните щифры с МВ-22 |
| Куба, Кабо Пепе, Исла Ла Ювентад | 21 апреля 2010 года, 10:40 | Скрытный призрак — Лётное поле на болоте | «Призраки» отправляются на остров в 90 милях к югу от Кубы, чтобы ликвидировать аэродром, через который колумбийцы поставляют оружие FDG. Зачистить аэродром, взорвать склад боеприпасов. | 1. Захватите лётное поле 2. Заминируйте склад боеприпасов 3. Достигните зоны эвакуации X. Нейтрализуйте всех противников |
| Куба, Сьерра Лос Органос         | 27 апреля 2010 года, 01:00 | Быстрый питон — Мосты                    | Полевой командир FDG Эстебано Ордонез решил перебежать на сторону США, но боевики перехватили его. Спасти Ордонеза, найти спрятанные им документы с компроматом на FDG, по возможности нейтрализовать БМП. | 1. Обнаружьте секретные документы 2. Спасите Ордонеза 3. Доведите Ордонеза к точке эвакуации X. Нейтрализуйте БМП        |
| Куба, Сьенфуэгос                 | 12 мая 2010 года, 06:45    | Шторм свободы — Избирательный участок    | Вот и наступил день выборов. Перед «Призраками» поставлена задача защищать избирательный участок в городе Сьенфуэгос. Отбить атаку, освободить заложников — местных активистов и захватить КП противника. | 1. Спасите гражданских 2. Защитите избирательный участок 3. Захватите командный пункт X. Не допустите потерь среди своих |
| Северо-запад Кубы, Около Димаса  | 19 мая 2010 года, 11:45    | Океанская твердыня — Курортный берег     | Кандидат от FDG Приего проиграл на выборах и обратился к колумбийцами с просьбой о прямой помощи. ФАРК направило на Кубу отряд боевиков. Задача «Призраков» — уничтожить его. | 1. Остановите транспортную колонну 2. Зачистите берег 3. Захватите АГС 4. Захватить все причалы                          |
| Куба, Сьерра Лос Органос         | 6 июня 2010 года, 08:20    | Справедливый лучник — Горная цитадель    | FDG разгромлено. Подкрепления ФАРК уничтожены войсками США. Приего отступил к старой крепости на вершине Сьерра Лос Органос. Нужно снять посты, зачистить замок и захватить его живым. | 1. Захватите Приего живым                                                                                                |

### Карты
| Место действия             | Дата и время               | Название операции  |
| -------------------------- | -------------------------- | ------------------ |
| Куба, район Камагуэй       | 17 апреля 2010 года, 14:45 | Охотничий домик    |
| Куба, Кайос Лос Инглеситос | 27 мая 2010 года, 19:20    | Остров             |
| Гвиана, острова ду Салют   | 3 мая 2010 года, 10:05     | Тюрьма             |
| Куба, Кейо Лукас           | 30 мая 2010 года, 20:15    | Деревня на острове |
| Куба, Хольгин              | 26 марта 2010 года, 07:30  | Рынок              |

## Персонажи

### Специалисты команды «Призраки»[3]
- Уилл Джекобс (англ. Will Jacobs) — майор США, стрелок, XM-29 OICW/GL.
- Генри Рамирез (англ. Henry Ramirez) — сержант США, стрелок, MP4 SOCOM с глушителем.
- Джек Стоун (англ. Jack Stone) — сержант Великобритании, снайпер, SR-25.
- Клаус Хенкель (англ. Klaus Henkel) — фельдфебель Германии, сапёр, MM1 и M-136.
- Сюзан Грей (англ. Susan Grey) — капитан США, стрелок, MP-5-SD с глушителем.
- Баз Гордон (англ. Harold Gordon) — полковник-лейтенант США, стрелок, М16/M203.

### Другие лица
- Фидель Кастро (англ. Fidel Castro) (†) — председатель Государственного совета Кубы, умер в 2006 году. После его смерти страной правили местные головорезы.
- Ариэль Приего (англ. Ariel Priego) — главный антагонист расширенного дополнения Island Thunder, член Фронта Демократической Гвардии и кандидат в президенты партии в демократических выборах на Кубе. Его сторонники пытались победить на выборах силой, они были настроены против продемократических сил и США. После неудавшейся победы на выборах Приего бежал в старую крепость. Команда «Призраки» захватила его в плен и вывела из крепости, попутно уничтожив часть охраны.
- Эстебан Ордонез (англ. Esteban Ordonez) — ренегат, был высокопоставленным лицом при кандидате в президенты Приего. Он перешёл на сторону американских военных и бежал с охапкой документов организации Фронта Демократической Гвардии. Команда «Призраки» отыскала спрятанные документы и спасла Ордонеза от смерти.

## Оценки
| Сводный рейтинг    | Сводный рейтинг | Сводный рейтинг |
| Издание            | Оценка          | Оценка          |
| Издание            | PC              | Xbox            |
| ------------------ | --------------- | --------------- |
| GameRankings       | 81,59 %         | 81,65 %         |
| Metacritic         | 82/100          | 81/100          |
| Иноязычные издания |                 |                 |
| Издание            | Оценка          | Оценка          |
| Издание            | PC              | Xbox            |
| AllGame            | [ 8 ]           |                 |
| Edge               |                 | 7/10            |
| EGM                |                 | 7,17/10         |
| Eurogamer          |                 | 8/10            |
| Famitsu            |                 | 31/40           |
| Game Informer      |                 | 8,25/10         |
| GamePro            |                 | [ 14 ]          |
| GameSpot           | 8,1/10          | 7,9/10          |
| GameSpy            | [ 17 ]          | [ 18 ]          |
| GameZone           | 8,8/10          | 8,7/10          |
| IGN                | 8,4/10          | 8,4/10          |
| OXM                |                 | 9/10            |
| PC Gamer (US)      | 80 %            |                 |
| The Village Voice  |                 | 8/10            |

Tom Clancy's Ghost Recon: Island Thunder был встречен положительным приемом. GameRankings и Metacritic дали ему оценку 81,59% и 82 из 100 для версии для ПК, а 81,65% и 81 из 100 для версии Xbox.
Общие продажи Island Thunder and Tom Clancy’s Ghost Recon: Jungle Storm к концу марта 2004 года достигли 1,1 миллиона экземпляров.